# Еди Дибс
Еди Дибс (на английски: Eddie Dibbs) е американски тенисист. 

## Биография
Еди Дибс е роден на 23 февруари 1951 г. в Бруклин, Ню Йорк, САЩ, родителите му са от Ливан. Семейството му се премества в Маями, когато той е юноша, там започва да играе тенис. Той е два пъти държавен шампион на сингъл за гимназията в Маями Бийч и посещава университета в Маями в продължение на три години, преди да стане професионалист.

## Кариера
Еди Дибс постига най-високо класиране на сингъл в света, като номер 5, през юли 1978 г., печели 22 титли и е подгласник още 20 пъти.
Дибс държи рекорда по най-много победи в кариерата на ATP тур, без никога да е достигал финал на Големия шлем. Той стига до два полуфинала, и двата на Ролан Гарос, като губи от Гилермо Вилас през 1975 г. и от Адриано Паната през 1976 г. Най-значимата му победа е над Джими Конърс с 1–6, 6–1, 7–5 в Лондон на килим.
През 1976 г. само Конърс има по-добър рекорд победи-загуби от Дибс. През 1977 г. Дибс е вторият най-високо класиран американец в тура. През сезон 1978 г. той завършва годината като водещ в професионалния тенис тур по спечелени парични награди.
Дибс е класиран в топ 10 на тура в продължение на пет години от 1975 до 1979 г. Той е американският тенисист с най-много победи на клей на сингъл в Оупън ерата и се нарежда на 7-о място за всички времена по брой победи на сингъл на клей.
На Еди Дибс се приписва измислянето на тенис термина „геврек“, за да опише спечелен сет на нула (6–0).